# Руска съветска федеративна социалистическа република
 Тази статия е за съставната република на Съветския съюз.  За независимата държава до 1922 година вижте Съветска Русия.  
Руската съветска федеративна социалистическа република (първоначално – Руската социалистическа федеративна съветска република, съкратено Руска СФСР или РСФСР) е съюзна република на Съюза на съветските социалистически републики, образуван на 22 декември 1922 година.
Тя включва по-голямата част от територията на дотогавашната Съветска Русия, която официално носи същото име Руска съветска федеративна социалистическа република и е най-голямата по площ и население република на Съветския съюз. Столицата на РСФСР е Москва, която също така е и столица на СССР.
На 12 юни 1990 г. Сесията на народните депутати на РСФСР приема „Декларация за държавния суверенитет на РСФСР“, което слага началото на „войната на законите“ (конфликт между руското и съветско законодателство), ставайки единствения случай в историята, когато държава е обявявала независимост от империята си. На 12 декември 1991 г. Върховният съвет на РСФСР денонсира Договора за образуване на СССР от 1922 година и отзовава руските депутати от Върховния съвет на СССР. На 25 декември 1991 г. РСФСР получава ново название – Руска федерация.